# ويليام ن. ليونارد
ويليام ن. ليونارد (بالإنجليزية: William N. Leonard)‏ هو ضابط أمريكي، ولد في 12 يناير 1916 في دوغلاس في الولايات المتحدة، وتوفي في 21 أغسطس 2005.